# Abric de la Madeleine
La Madeleine és un jaciment arqueològic d'època paleolítica situat al municipi de Tursac, al departament de França de la Dordonya, al sud-oest de França. Va ser declarat Patrimoni de la Humanitat per la UNESCO l'any 1979, i forma part dels «llocs prehistòrics i grutes decorades de la vall del Vézère», amb el codi 85-015.

## Art paleolític
.

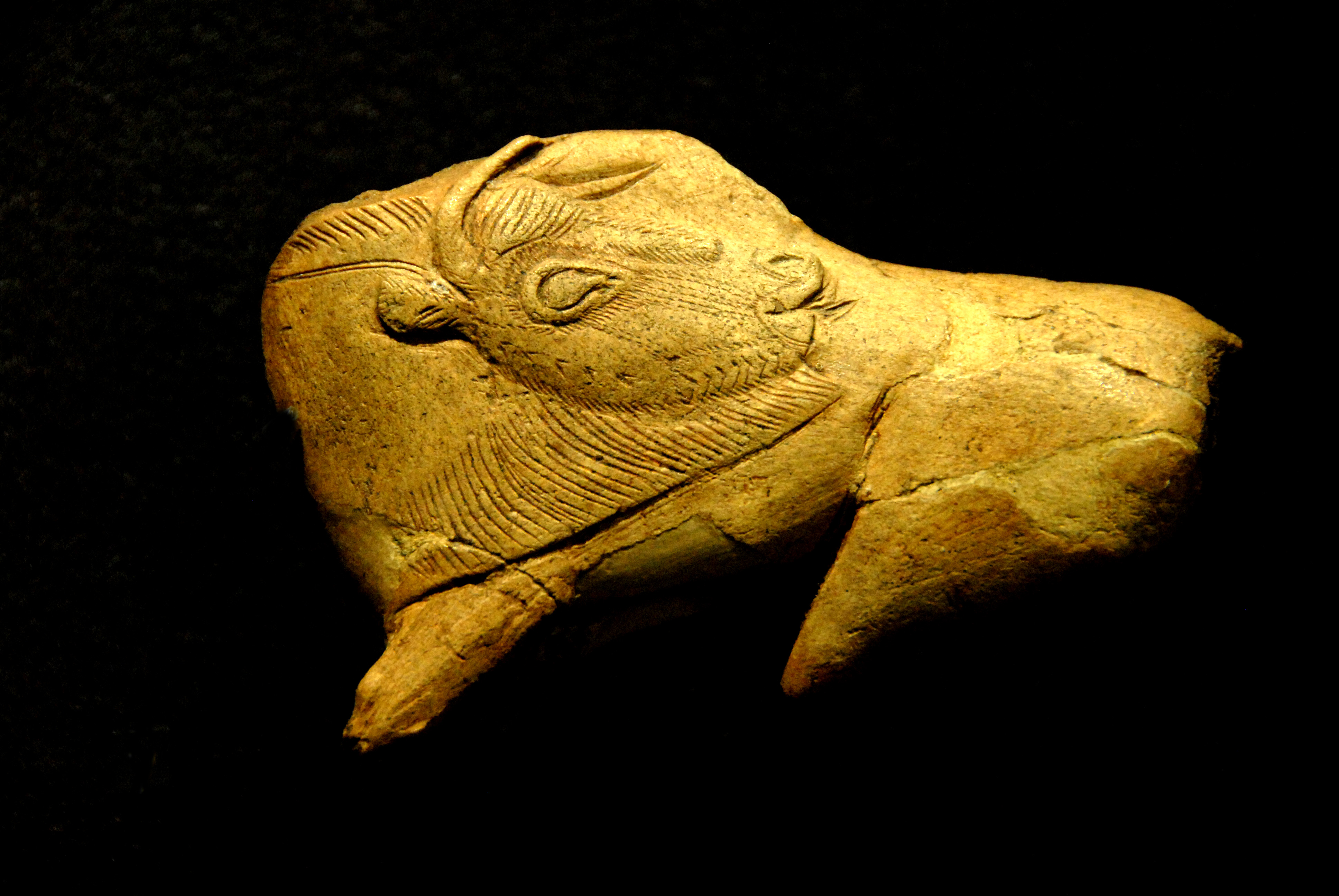
Bisó sobre ivori, 10 cm, Museu Nacional de Prehistòria a Les Eyzies-de-Tayac-Sireuil, trobat al jaciment de La Madeleine

Es tracta d'un abric rocós i no d'una cova. Va subministrar nombrosos objectes d'art moble de finals del Paleolític superior i és el lloc epònim del magdalenià. El va descobrir i excavar Édouard Lartet del 1863 al 1865.

## Edat mitjana
El lloc va ser ocupat en l'edat mitjana. Roman com a testimoni d'aquest poble troglodita una església parcialment cavada a la roca i les ruïnes d'un castell que dominava el lloc.